# شورای محلی القیصوم

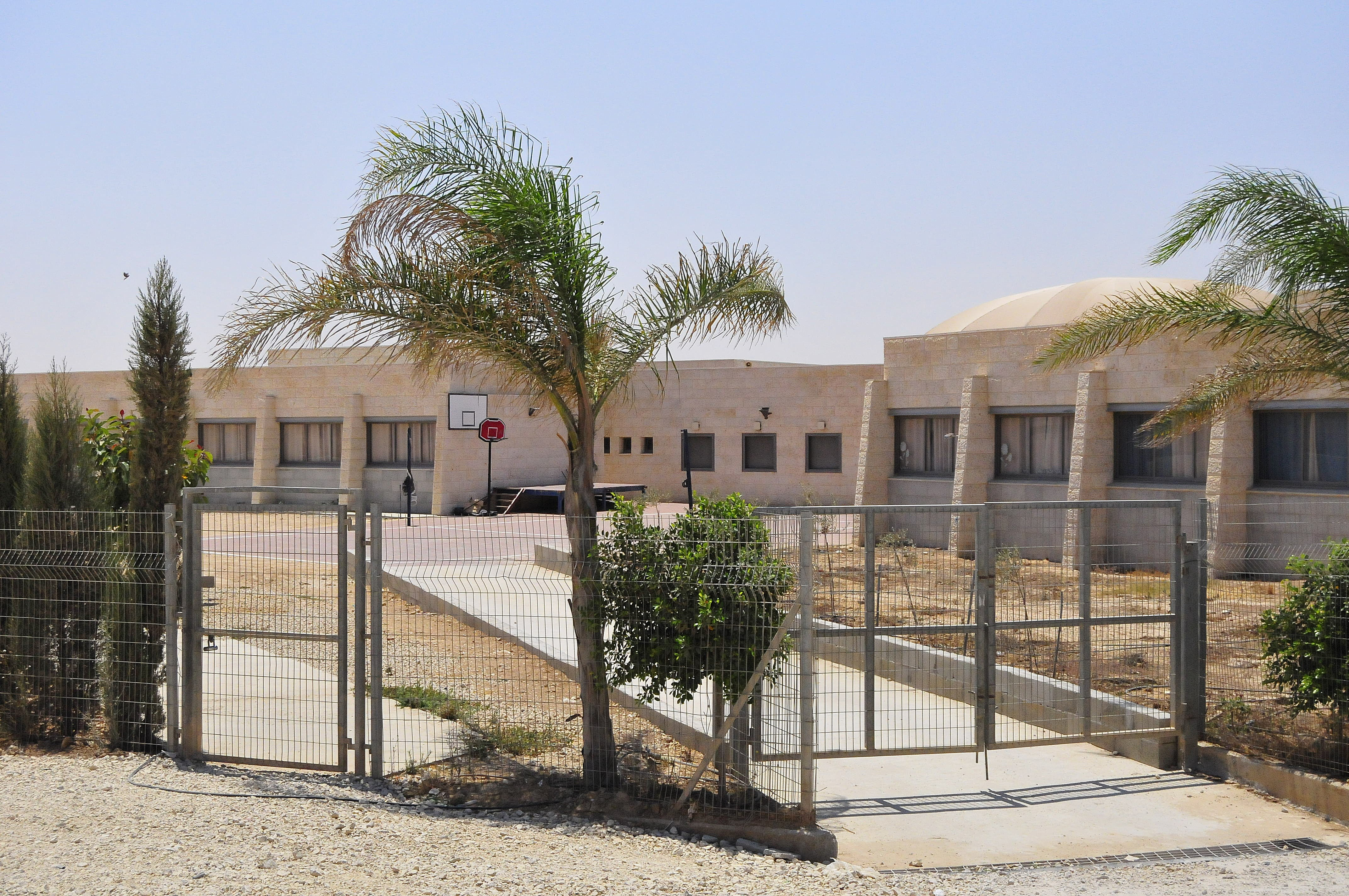
مدرسه در السید، تحت صلاحیت شورای منطقه القوصوم

شورای محلی القیصوم (عبری:מועצה אזורית אל קסום ؛ عربی: المجلس الإقليمي القيصوم) یکی از دو شورای منطقه‌ای بادیه‌نشینان نگب است که در نتیجه انحلال شورای محلی ابوبصمه در تاریخ 5 نوامبر 2012 تشکیل شد. این شورا در شمال غربی صحرای نگب قرار داد.
این شورا از هفت جامعه بادیه‌نشین شناخته‌شده تشکیل شده است: ترابين السنا،أم بطين، السید، مولدا، مکحول، كحله (ابو ربایه) و دریجات.